# Ring
Ring a fost un ziar tabloid cu distribuție gratuită din București.
Ziarul continea subiecte mondene și de investigații și a fost lansat la data de 21 aprilie 2008, de trustul Confort Media deținut de frații Robert și Ionuț Negoiță.
La momentul lansării, ziarul avea un tiraj de 50.000 de exemplare, era tipărit în format tabloid de 16 pagini full color, iar echipa redacțională era formată din peste 30 de reporteri și redactori, fiind difuzat în București, în stațiile de metrou și prin distribuitori volanți. Publicatia a fost inchisa in luna iulie 2017.